# Походы Шейбани-хана на Казахское ханство
Походы Шейбани-хана на Казахское ханство  — военные действия, предпринятые ханом Бухарского ханства Мухаммедом Шейбани против Казахского ханства в начале XVI века.
В походе улусы казахов были разорены, а часть знати убита. Казахи оставили свои кочевья и бежали в степь. Позже в местности Улуг-таг где укрепился Касым-хан, выступил Мойынсыз-Хасан во главе разведывательного отряда и разбил узбекских военачальников.

## Предыстория
Шейбани-хан стремился обезопасить себя от возможного нападения со стороны Султан-Хусейн-мирзы. Хорезм, прилегавший к Дешт-и-Кипчаку и населенный воинственными туркменами, представлял особую угрозу. Несколько лет назад Шейбани-хан уже потерпел здесь поражение, и этот регион мог оказать значительную поддержку его противнику, Султан-Хусейн-мирзе.
Осенью 1504 года, несмотря на суровые зимние условия, Шейбани-хан выступил из Бухары в поход на Хорезм. После ожесточенной десятимесячной осады в августе 1505 года ему удалось взять главный город региона — Ургенч. Наместник Султан-Хусейн-мирзы был убит, а туркмены, активно участвовавшие в защите крепости, подверглись жестоким репрессиям со стороны победителей.
Закрепившись в Хорезме, осенью 1505 года Шейбани-хан отправил свой отряд в набег на территорию Хорасана. Узбекские войска проникли вглубь региона, дойдя до Меймене и Фарьяба. На обратном пути они столкнулись с отуреченными монгольскими племенами джалаиров и арлатов, которыми командовали три эмира — вассалы Султан-Хусейн-мирзы. В сражении эмиры были разгромлены и погибли, а их отряды рассеяны.
Эти события вызвали волну паники среди местного населения. Кочевые племена, издавна населявшие эти земли, покинули свои территории, сея страх и неуверенность. В ответ на нараставшую угрозу Султан-Хусейн-мирза срочно вызвал Бадиуззамана в Герат и предпринял меры по мобилизации своих войск.
Наиболее подробные сведения о первых трёх походах Мухаммед Шейбани-хана против казахов содержатся в «Михман-наме-йи Бухара» Фазлаллаха ибн Рузбихана. Первый поход начался во время похода Шейбани в Хорасан: переправившись через Амударью, он остановился в Балхе, где узнал о набеге казахов и решил двинуться против них. Однако столкновения не произошло — казахские султаны отступили, а Шейбани вернулся с добычей. Считается, что поход состоялся весной 1504 года, так как осенью 1503-го Шейбани безуспешно осаждал Балх. Мирза Мухаммед Хайдар в «Тарих-и Рашиди» подтверждает, что зиму 1503–1504 годов Шейбани провёл у Балха, а весной вернулся в Самарканд. Хайдар не указывает причины возвращения, но отмечает, что Шейбани затем направился в Андижан, возможно, предварительно совершив поход на казахов. Набег казахов совпал с созданием антиузбекской коалиции во главе с тимуридом Хусейном Байкарой. В его ставке в 1496 году находился Касым-султан, сын Сейдак-хана, которого считают будущим Касым-ханом. Есть версия, что между ним и тимуридами был заключён союз, возможно, скреплённый браком с дочерью Байкары, Айша-бегим, хотя это не подтверждено однозначно. Рузбихан преувеличивает успехи Шейбани-хана, из его текста видно, что цели — разгром казахов и устранение угрозы их набегов — достигнуты не были. Вероятно, добыча была получена от городов, контролируемых казахами, а не от самих кочевых отрядов.
После неудачи первого похода Шейбани-хан вскоре организовал новый поход против казахов. Его точная дата остаётся неясной, в комментариях к «Михман-наме-йи Бухара» указывается 1505–1506 годы, однако сам Рузбихан пишет, что решение выступить против казахов было принято летом после завоевания Хорасана. Поскольку Хорасан перешёл к Шейбанидам только в 1506–1507 годах, вероятнее всего, поход состоялся в конце 1507 или начале 1508 года. Мирза Мухаммед Хайдар сообщает, что зимой того же года Шейбани отправил войска в Дашт-и-кипчак, а весной вернулся и направился в Хорасан. Целью похода был улус Бурундук-хана, который, по данным Рузбихана, отступил, оставив скот и имущество. Узбекское войско вернулось в Туркестан..
В мае 1507 года Шейбани-хан начал наступление на Хорасан, перейдя Аму-Дарью и без сопротивления заняв крепость Андхуд. Быстро продвигаясь через Мургаб и Бадгис, он оказался у стен Герата. Попытка обороны окончилась поражением, город остался беззащитным: эмиры бежали, армия рассеялась, а правитель Бадиуззаман укрылся в Кандагаре, его брат — в Астрабаде. 20 мая духовные и светские лидеры Герата решили подчиниться. Шейбани-хан потребовал контрибуцию в 120 тысяч динаров, ввёл гарнизоны и сборщиков налогов. После короткого разграбления был восстановлен порядок, провозглашена хутба с его именем, объявлена амнистия. Цитадель капитулировала, защитникам разрешили уйти. С захватом Герата к Шейбани-хану перешла богатейшая часть владений Тимуридов. Он продолжил наступление на западный Хорасан. Узбеки победили тимуридскую армию под Джамом, где командующий был убит. Остальные тимуридские князья также потерпели поражения или бежали. Весной следующего года Шейбани-хан окончательно подчинил Хорасан, заняв Астрабад. Бадиуззаман бежал в Османскую империю, где и умер, а Музаффар-Хусейн скончался ранее. Шейбани-хан стал правителем обширной державы от Каспия до границ Китая и от Сырдарьи до Центрального Афганистана.
Осенью 1508 года казахский султан Ахмед, сын влиятельного султана Жаныша, собрал 50-тысячное войско и отправился в поход на земли Шибанидов. Как говорится в «Михман-наме-йи Бухара», он стремился завоевать Мавераннахр и направил свою армию к Самарканду и Бухаре. Эти города оказались под серьезной угрозой. Шибанидские султаны, включая Убайдаллах-султана, племянника правителя Мухаммеда Шейбани-хана, встревожились и немедленно сообщили о надвигающейся опасности. В тот момент сам Шейбани-хан находился в Хорасане, ведя войну с Тимуридами. Узнав о казахском походе, он срочно прекратил осаду тимуридских крепостей, пересек Амударью и вернулся в Мавераннахр. Этот поход стал поводом для ответного вторжения Шейбани-хана в Казахское ханство. Его кампанию подробно описал Фазлаллах ибн Рузбихан Исфахани, который принимал участие в этом походе.

## Подготовка
Действия Ахмед-султана стали поводом для организации нового вторжения в Казахское ханство, возглавленного Мухаммедом Шейбани-ханом. Подробное описание этого похода оставил его современник Фазлаллах ибн Рузбихан Исфахани, который лично участвовал в кампании.
Этот поход стал одним из крупнейших военных предприятий узбеков и продолжался около полутора месяцев. Ему предшествовала длительная подготовка. В начале 1509 года в Бухаре состоялось совещание (джанки) правящей элиты Шейбанидов, на котором Мухаммед Шейбани-хан добился поддержки со стороны мусульманского духовенства Средней Азии. В результате было издано религиозное постановление (фетва), объявлявшее «священную борьбу с казахами».
Официальным обоснованием для этого стало обвинение казахов в том, что они «увели из городов ислама невольников и дозволили в своей среде куплю-продажу рабов-му-сульман, а их султаны оказывают этому поддержку». Их объявили идолопоклонниками, что послужило основанием для религиозного оправдания войны. Историк Б. А. Ахмедов отмечал, что приписываемые казахам пережитки язычества и обвинения в вероотступничестве были удобным политическим инструментом для Шейбани-хана и знати Мавераннахра, позволявшим оправдать этот военный поход.
После совещания, по приказу Мухаммед Шейбани-хана, все узбекские султаны отправились в свои владения для сбора войск. Они должны были присоединиться к основной армии в Туркестане, откуда и началось вторжение в Казахское ханство.
Войска Мухаммед Шейбани-хана выступили в поход против казахов 5 шавваля 914 г. х., то есть 27 января 1509 г. В авангарде находилась 20-тысячная бухарская гвардия под командованием Убайдаллах-султана. Продвигаясь от Бухары в направлении Туркестана, узбекские войска достигли ближайшей к Мавераннахру крепости Аркук, где остановились на несколько дней. Здесь они готовили провиант и ожидали подхода подкреплений.
Жители Аркука первыми ощутили на себе тяготы войны. Мухаммед Шейбани-хан обязал их обеспечить армию продовольствием, несмотря на то что крепость была небольшой. Благодаря помощи жителей окрестных селений им удалось выполнить этот приказ, заготовив припасы на более чем месяц. Источник «Михман-наме-йи Бухара» отмечает: 
«заготовили все необходимое для всего войска, без того чтобы кто-либо пожаловался на войско за несчастье или просил заступничества от насилия его»
Однако очевидно, что такое требование не могло не отразиться на благосостоянии местного населения. Вероятно, имели место акты насилия, которые летописец решил не упоминать.
Кроме того, для принудительного сбора провианта в восточные районы Туркестана были отправлены доверенные люди Шейбани-хана. В Аркуке к армии присоединилось хорошо вооруженное самаркандское войско под командованием сына хана, Мухаммед Тимур-султана. Оно насчитывало более 30 тысяч человек. Вскоре подошел еще один значительный отряд – войско Хамзы-султана, сына Бахтийар-султана и внука Хизр-хана, владетеля Хисара.
На каждом этапе похода силы Шейбани-хана увеличивались за счет подкреплений шибанидских султанов. Несмотря на тяжелые зимние условия, войско, переправившись через Сырдарью в районе крепости Узгенд, достигло границ Казахского ханства. По словам Фазлаллаха ибн Рузбихана Исфахани, к этому моменту армия насчитывала 300 тысяч человек. Узбекские силы сосредоточились напротив города Сыгнак.

## История
Действия Ахмед-султана стали поводом для крупного военного похода Мухаммеда Шейбани-хана против Казахского ханства, подробно описанного Фазлаллахом ибн Рузбиханом Исфахани, участником событий. В начале 1509 года по инициативе Шейбани в Бухаре было собрано совещание, на котором духовенство Средней Азии издало фетву, объявив войну с казахами «священной» на основании обвинений в идолопоклонстве, захвате мусульманских пленников и торговле рабами. Кампания, начатая 27 января, стала одной из крупнейших за всё правление Шейбани и сопровождалась массированной мобилизацией — войско достигло численности до 300 тысяч человек. Первой целью стала ставка Жаныш-султана, отца Ахмеда, чьи силы были разгромлены, а сам Ахмед-султан пленён и казнён. Узбеки захватили десятки тысяч юрт, пленных и скота. Однако продолжение похода против улусов Бурундук-хана и Касым-султана оказалось безуспешным из-за зимней стужи. Следующая попытка — зимняя кампания 1509—1510 годов, приведшая узбеков в Улытау, — завершилась сокрушительным поражением от казахских отрядов под командованием Мойынсыз Хасана. Потеряв многих полководцев и воинов, армия Шейбани отступила, а Касым-хан укрепил свои позиции. Осенью 1510 года Шейбани выступил против шаха Исмаила I и пал в битве при Мерве, что вызвало кризис среди Шибанидов и серьёзные изменения в регионе. При поддержке Сефевидов Захир ад-Дин Бабур восстановил власть Тимуридов в Мавераннахре, а Шибаниды были вынуждены отступить в Туркестан. Появившееся окно возможностей позволило Касым-хану расширить влияние, присоединив большинство городов Туркестана и значительно упрочив позиции Казахского ханства.

## Результаты
Авторы источников сходятся во мнении, что поражение узбекских войск имело серьезные негативные последствия как для государства Шибанидов, так и для самого Мухаммед Шейбани-хана. Абдаллах Балхи писал, что в этот момент его владычество достигло апогея, за которым последовал упадок. Не случайно и Абулгазы называл Касым-хана виновником гибели Мухаммеда Шейбани-хана.